# Beşiktaş Jimnastik Kulübü 2012-2013 (pallacanestro maschile)
Questa voce raccoglie le informazioni riguardanti la sezione cestistica del Beşiktaş Jimnastik Kulübü nelle competizioni ufficiali della stagione 2012-2013.

## Stagione
La stagione 2012-2013 del Beşiktaş Jimnastik Kulübü è la 45ª nel massimo campionato turco di pallacanestro, la Türkiye 1. Basketbol Ligi.

## Roster
Aggiornato al 18 novembre 2022.
| Beşiktaş 2012-13 | Beşiktaş 2012-13 |
| Giocatori        | Staff tecnico    |
| ---------------- | ---------------- |

| N. | Naz.                   | Ruolo | Nome                | Anno | Alt.   | Peso   |  |
| -- | ---------------------- | ----- | ------------------- | ---- | ------ | ------ |  |
| 4  | Stati Uniti (bandiera) | P     | Daniel Ewing        | 1983 | 191 cm | 84 kg  |  |
| 5  | Turchia (bandiera)     | P     | Muratcan Güler      | 1980 | 188 cm | 82 kg  |  |
| 6  | Turchia (bandiera)     | G     | Kartal Özmızrak     | 1995 | 188 cm | 78 kg  |  |
| 7  | Turchia (bandiera)     | G     | Mehmet Ali Yatağan  | 1993 | 186 cm | 74 kg  |  |
| 10 | Turchia (bandiera)     | P     | Can Akın            | 1983 | 190 cm | 83 kg  |  |
| 11 | Turchia (bandiera)     | P     | Tutku Açık          | 1980 | 194 cm | 85 kg  |  |
| 13 | Slovenia (bandiera)    | C     | Gašper Vidmar       | 1987 | 210 cm | 115 kg |  |
| 14 | Stati Uniti (bandiera) | AG    | Randal Falker       | 1985 | 201 cm | 110 kg |  |
| 15 | Turchia (bandiera)     | AP    | Serhat Çetin        | 1986 | 197 cm | 95 kg  |  |
| 22 | Croazia (bandiera)     | AC    | Damir Markota       | 1985 | 208 cm | 102 kg |  |
| 23 | Stati Uniti (bandiera) | G     | Patrick Christopher | 1988 | 196 cm | 95 kg  |  |
| 24 | Montenegro (bandiera)  | AG    | Vladimir Dašić      | 1988 | 208 cm | 106 kg |  |
| 24 | Stati Uniti (bandiera) | AP    | Ricky Minard        | 1982 | 198 cm | 95 kg  |  |
| 25 | Turchia (bandiera)     | AG    | Barış Hersek        | 1988 | 207 cm | 98 kg  |  |
| 35 | Turchia (bandiera)     | C     | Cemal Nalga         | 1987 | 208 cm | 108 kg |  |
| 41 | Turchia (bandiera)     | AG    | Cevher Özer         | 1983 | 205 cm | 108 kg |  |
| 55 | Stati Uniti (bandiera) | PG    | Curtis Jerrells     | 1987 | 185 cm | 88 kg  |  |
| -  | Turchia (bandiera)     | AG    | Serkan Özver        | 1990 | 207 cm | 102 kg |  |

| Allenatore                                                     |
| - Erman Kunter                                                 |
| Assistente/i                                                   |
| - Nessuno Legenda - (C) Capitano - (IN) Inattivo - Infortunato |

## Mercato

### Sessione estiva
| Acquisti | Acquisti            | Acquisti         | Acquisti   | Acquisti |
| R.a      | Nome                | da               | Modalità   |          |
| -------- | ------------------- | ---------------- | ---------- | -------- |
| AG       | Cevher Özer         | Galatasaray      | definitivo |          |
| C        | Cemal Nalga         | Bandırma Banvit  | definitivo |          |
| PG       | Curtis Jerrells     | Murcia           | definitivo |          |
| P        | Tutku Açık          | Galatasaray      | definitivo |          |
| C        | Gašper Vidmar       | Fenerbahçe       | prestito   |          |
| AG       | Randal Falker       | Cholet           | definitivo |          |
| P        | Muratcan Güler      | Türk Telekom     | definitivo |          |
| AC       | Damir Markota       | KK Zagabria      | definitivo |          |
| GA       | Patrick Christopher | Cholet           | definitivo |          |
| AG       | Vladimir Dašić      | Olimpija Lubiana | definitivo |          |

| Cessioni | Cessioni          | Cessioni         | Cessioni               | Cessioni |
| R.       | Nome              | a                | Modalità               |          |
| -------- | ----------------- | ---------------- | ---------------------- | -------- |
| P        | Carlos Arroyo     | Free agent       | fine contratto         |          |
| AP       | Marcelus Kemp     | Mens Sana Siena  | fine contratto         |          |
| C        | Zoran Erceg       | CSKA Mosca       | fine contratto         |          |
| G        | Mehmet Yağmur     | Olin Edirne      | fine contratto         |          |
| AG       | Pops Mensah-Bonsu | Maccabi Tel Aviv | fine contratto         |          |
| AC       | Ersin Dağlı       | Galatasaray      | fine contratto         |          |
| C        | Adem Ören         | Free agent       | fine contratto         |          |
| AP       | David Hawkins     | Galatasaray      | definitivo (500.000 $) |          |

### Dopo l'inizio della stagione
| Acquisti | Acquisti     | Acquisti       | Acquisti         | Acquisti   |
| R.       | Nome         | da             | Data             | Modalità   |
| -------- | ------------ | -------------- | ---------------- | ---------- |
| P        | Daniel Ewing | Free agent     | 5 dicembre 2012  | definitivo |
| AP       | Ricky Minard | Virtus Bologna | 21 febbraio 2013 | definitivo |

| Cessioni | Cessioni        | Cessioni          | Cessioni         | Cessioni    |
| R.       | Nome            | a                 | Data             | Modalità    |
| -------- | --------------- | ----------------- | ---------------- | ----------- |
| AG       | Vladimir Dašić  | Free agent        | 3 dicembre 2012  | rescissione |
| PG       | Curtis Jerrells | S. Falls Skyforce | 23 febbraio 2013 | rescissione |